# نیدرهلتز کلا
نیدرهلتز کلا (به آلمانی: Niederholzklau) یک منطقهٔ مسکونی در آلمان است که در فرویدن‌برگ (زیگرلند) واقع شده‌است. نیدرهلتز کلا ۲٫۰۲ کیلومتر مربع مساحت دارد و ۳۱۰ متر بالاتر از سطح دریا واقع شده‌است.